# A fool's journey
A fool's journey is het tweede studioalbum van de Nederlandse gitarist Joost Vergoossen. Vergoossen heeft de jaren voor het verschijnen deel uitgemaakt van allerlei muziekgezelschappen van Ilse de Lange tot Kayak tot Het Goede Doel. Op zijn soloalbum A fool's journey speelt hij dan ook in een uitwaaiering van muziekstijlen, van rock naar jazz. Vergoossen speelde alle muziekinstrumenten zelf.

## Tracklist
Alle composities van Irene Linders en Ton Scherpenzeel, behalve waar aangegeven:

| Nr. | Titel               | Duur |
| --- | ------------------- | ---- |
| 1.  | Bounder             | 3:34 |
| 2.  | Look into the light | 4:16 |
| 3.  | Stringtwister       | 2:57 |
| 4.  | Angel               | 3:02 |
| 5.  | call it             | 4:42 |
| 6.  | Out of the blue     | 5:40 |
| 7.  | Under construction  | 3:02 |
| 8.  | Don’t shred a tear  | 4:42 |
| 9.  | Florida rain        | 3:49 |
| 10. | A fool’s journey    | 7:03 |
| 11. | The 80’s kid        | 4:29 |
| 12. | Dreamwalker         | 3:55 |